# جائزة أوروبا الكبرى 1984
جائزة أوروبا الكبرى 1984 (بالهولندية: Grand Prix Formule 1 van Europa 1984)‏ هو موسم من جائزة أوروبا الكبرى ‏. أقيم بتاريخ 7 أكتوبر 1984، وامتدّ لمسافة 67 لفة، وهو أحد سباقات بطولة العالم لسباقات الفورمولا واحد موسم 1984 فاز فيه ألن بروست.